# EU Andromedae
Désignations

EU Andromedae (en abrégé EU And) est une étoile carbonée de la constellation d'Andromède. Sa magnitude apparente varie de 10,7 à 11,8.
Les observations infrarouges d'EU Andromedae montrent la présence de grains de silicate, indiquant la présence d'une coquille circumstellaire riche en oxygène autour de l'étoile, un type d'étoile connu sous le nom d'étoile silicatée. Par la suite, un maser astronomique a été détecté autour de l'étoile (et pour la première fois autour d'une étoile carbonée), confirmant l'existence de la coquille. Les observations les plus récentes suggèrent que le maser provient d'un disque circumstellaire, vu presque de côté, autour d'un compagnon invisible d'une masse minimale à 0,5 M☉. Du dioxyde de carbone a été détecté pour la première fois dans une étoile carbonée silicatée autour d'EU Andromedae,.
Elle est désignée comme l'« étoile standard » du type spectral C-J5−. Les types spectraux C-J sont attribués aux étoiles avec de fortes bandes isotopiques de molécules de carbone, définies comme le rapport de 12C à 13C étant moins de quatre. Un type spectral plus complet comprend les indices d'abondance C25 j3,5, qui indiquent l'intensité de la raie de Swan et le rapport de bande isotopique.